# Òmicron de la Verge
Òmicron de la Verge (ο Virginis) és un estel a la constel·lació de la Verge (Virgo) de magnitud aparent +4,13. S'hi troba a 171 anys llum del sistema solar. No ha de ser confosa amb l'estel variable O de la Verge o 78 de la Verge.
Òmicron de la Verge és una gegant groga de tipus espectral G8IIIa i 4.920 K de temperatura. Té un radi 13 vegades major que el radi solar amb una lluminositat 81 vegades major que la del Sol. La mesura de la seva velocitat de rotació és de 19 km/s. La seva massa estimada és 2,3 vegades major que la massa solar i té una edat aproximada de 500 milions d'anys.
Les característiques físiques d'Òmicron de la Verge són molt semblants a les de la veïna Vindemiatrix (ε Virginis), la major lluentor de la qual es deu al fet que està considerablement més prop de la Terra. No obstant això, a diferència d'aquesta última, Òmicron Virginis està catalogada com un estel de bari «lleu». Aquests estels mostren un excés de bari l'origen del qual s'atribueix a la transferència de massa en el passat per part d'un estel acompanyant; l'acompanyant, convertida avui en una nana blanca, no és visible en molts casos. En el cas d'Òmicron Virginis, encara que no s'ha detectat variació en la velocitat radial, excessos en la radiació ultraviolada emesa poden indicar la presència de la nana blanca. El mínim període orbital obtingut per al sistema és de 4.700 dies.